# Colletes bytinskii
Colletes bytinskii är en biart som beskrevs av Noskiewicz 1955. Colletes bytinskii ingår i släktet sidenbin, och familjen korttungebin. Inga underarter finns listade i Catalogue of Life.